# Красная книга Украины
Красная книга Украины (укр. Червона книга України) — официальный государственный документ, который содержит аннотированный перечень редчайших и находящихся под угрозой исчезновения видов животного и растительного мира в границах территории Украины, её континентального шельфа и морской экономической зоны, а также обобщённые сведения о распространении, современном состоянии этих видов, причинах сокращения численности, и мероприятия по их сохранению и воспроизведению.
Занесенные в Красную книгу Украины виды растений и животных подлежат особой охране на всей территории Украины. Организация сохранения видов животных и растений, занесенных в Красную книгу Украины, улучшение среды их обитания или произрастания, создание подходящих условий для размножения в природной среде, разведение и расселение возлагается в границах их компетенции на Кабинет Министров Украины, Советы народных депутатов, городские государственные администрации, исполнительные органы местного самоуправления, Министерство охраны окружающей природной среды Украины и прочие государственные органы, на которые законодательством Украины и Автономной Республики Крым возложено осуществление функций в этой сфере.

## История создания
Первая Красная книга, посвященная украинской флоре и фауне была издана в 1980 году под названием «Красная книга Украинской ССР». Это издание содержало описание 85 видов (подвидов) животных: 29 — млекопитающих, 28 — птиц, 6 — пресмыкающихся, 4 — земноводных, 18 — насекомых и 151 вид высших растений.
После обретения Украиной независимости в издательстве «Украинская энциклопедия» было выпущено второе издание Красной книги Украины: в 1994 году — том «Животный мир» (тираж — 2400 экземпляров), в 1996 году — том «Растительный мир» (тираж — 5000 экземпляров). Ввиду малого тиража оба издания сразу стали раритетами.
7 февраля 2002 года парламент Украины принял закон «О Красной книге Украины». Красная книга Украины определяется как основной государственный документ, обобщающий данные о современном состоянии видов животных и растений Украины, которые находятся под угрозой исчезновения, а также меры для их сохранения и восстановления на научно-обоснованных основаниях. За закон проголосовали 267 из 381 депутатов, принявших участие в голосовании.
В 2009 г. вышло третье издание Красной книги Украины. В него внесено 542 вида животных: гидроидные полипы (2 вида), круглые (2) и кольчатые (9) черви, ракообразные (31), паукообразные (2) и многоножки (3), ногохвостки (2), насекомые (226), моллюски (20), круглоротые (2) и рыбы (69), земноводные (8), пресмыкающиеся (11), птицы (87), млекопитающие (68). Количество видов животных в третьем сравнительно со вторым изданием увеличилось на 160 видов, а во втором сравнительно с первым — на 297 видов. Таким образом, с учётом примерно одинаковых промежутков времени между изданиями Красной книги Украины, наблюдается определённое замедление темпов уменьшения потерь разнообразия отдельных таксономических групп фауны Украины. Вместе с тем, вызывает беспокойство существенное увеличение в Красной книге Украины количества видов рыб и млекопитающих.
В декабре 2017 года в Перечень видов животных, занесённых в Красную книгу Украины, как уязвимый вид был добавлен отдельным приказом Министерства экологии Украины ещё один вид млекопитающих — европейский лось (Alces alces), изначально не внесённый в третье издание Красной книги Украины. Он стал 543-м видом животных, занесённых в Красную книгу Украины. Несмотря на то, что 27 ноября 2018 года Окружной административный суд города Киева отменил это решение, признав его неправомерным и разрешив охоту на лося, 8 апреля 2019 года Шестой апелляционный административный суд полностью удовлетворил апелляцию Минприроды, оставив вид в Красной книге.
В третье издание Красной книги Украины также внесено 826 видов растений и грибов: сосудистые растения (611 видов), мохообразные (46), водоросли (60), лишайники (52), грибы (57). Количество видов растений в третьем сравнительно со вторым изданием увеличилось на 285 видов, а во втором сравнительно с первым — на 390 видов. Таким образом, с учётом примерно одинаковых промежутков времени между изданиями Красной книги Украины, наблюдается определённое замедление темпов уменьшения потерь разнообразия видов растений и грибов Украины.
В ноябре 2019 года планируется завершение работы над четвёртым изданием Красной книги Украины.

## Структура
В издании 1994 года в зависимости от состояния и степени угрозы для популяций видов, занесенных в Красную книгу Украины, они были разделены на такие категории: исчезнувшие (0), исчезающие (I), уязвимые (II), редкие (III), неопределенные (IV), недостаточно известные (V), восстановленные (VI).

### Исчезнувшие
Виды, о которых после неоднократных поисков, проведенных в типичных местообитаниях или в других известных и возможных местах распространения, отсутствует любая информация касательно их существования в дикой природе.

### Исчезающие
Виды, которые находятся под угрозой исчезновения, сохранение которых является маловероятным, при продолжении губительного действия факторов.

### Уязвимые
Виды, которые в ближайшем будущем могут быть отнесены к категории «исчезающих», если продолжится действие факторов, влияющих на их численность.

### Редкие
Виды с небольшими популяциями, которые в данное время не относятся к категории «исчезающих» или «уязвимых».

### Неопределенные
Виды, о которых известно, что они относятся к категории «исчезающих», «уязвимых» или «редчайших», однако достоверная информация, которая бы достоверно помогла определить к которой из указанных категорий они относятся отсутствует.

### Недостаточно известные
Виды, которые можно отнести к одной из вышеперечисленных категорий, однако в связи с отсутствием полной достоверной информации, решение данного вопроса остается неопределенным.

### Восстановленные
Виды, популяции которых, благодаря принятым мерам относительно их охраны, не вызывают обеспокоенности, однако требуют постоянного контроля.
В издании Красной книги 2009 года для видов применены следующие категории:
- Уязвимый
- Исчезающий
- Недостаточно известный
- Неоценённый
- Редкий

## Список видов
В третье издание Красной книги Украины (2009) занесено 542 вида животных и 826 видов растений и грибов.

## Галерея

Почтовые марки Украины из серии «Красная книга Украины»
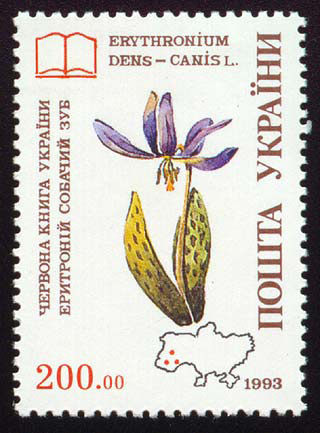
Кандык европейский (Erythronium dens-canis)
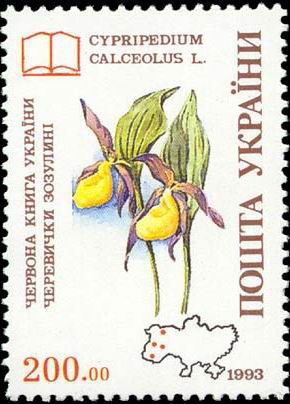
Башмачок настоящий (Cypripedium calceolus)
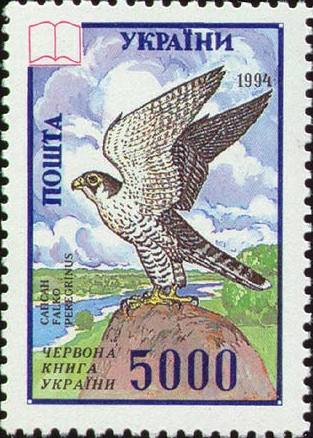
Сапсан (Falco peregrinus)
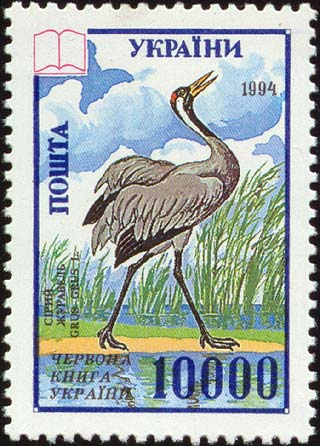
Серый журавль (Grus grus)